# Digitally Imported
Digitally Imported (di.fm) е американско интернет радио за електронна музика. Радиото започва своето излъчване през 1999 г. DI.fm поддържа няколко тематични канала.